# Verdadeira Igreja Ortodoxa Russa (Lazar Jurbenko)
A Verdadeira Igreja Ortodoxa Russa (em inglês: Russian True Orthodox Church - RTOC; russo: Российская истинно православная церковь - РИПЦ), também chamados Lazaritas (depois do Arcebispo Lazar (Jurbenko) ou Tikhonitas (após Arcebispo Tikhon (Pasechnik),  é uma juridição ortodoxa russa não canônica, que professa a Verdadeira Ortodoxia. Foi formada em 2002 pelo Arcebispo Lazar (Jurbenko) e pelo Bispo Benjamim (Rusalenko), os dois hierarcas da Igreja Ortodoxa Russa Fora da Rússia (ROCOR) dentro do território da Rússia, que recusaram o processo de unificação da Igreja Ortodoxa Russa Fora da Rússia com o Patriarcado de Moscou; Lazar e Benjamim, portanto, se juntaram à ROCOR(V) (uma Igreja rival da Igreja Ortodoxa Russa Fora da Rússia), e a deixaram depois disso e, assim, sua Jurisdição tornou-se independente.
A RTOC (sigla em inglês) tem dois Arcebispos (Tikhon e Benjamin) e três Bispos (Filaret, Savvati e Germogen); o Presidente do Santo Sínodo é o Arcebispo Tikhon.

## História
A Verdadeira Igreja Ortodoxa Russa (RTOC) foi formada em 2002, quando o Arcebispo Lazar (Jurbenko) e o Bispo Benjamin (Rusalenko) ordenaram o Bispo Tikhon (Pasechnik), hegúmeno de Chernigov e Gomel, o Bispo Irineu de Verni (hoje Almati) e Semirechie e o Bispo Dionísio de Novgorod e Tver. Em 2003, eles transformaram seu Fórum Hierárquico em um Sínodo Hierárquico, a Verdadeira Igreja Ortodoxa Russa. De acordo com a RTOC, tudo isso estava de acordo com o Decreto do Santo Patriarca Tikhon nº 362, com sua 2ª Conferência Pan-Russa de Clérigos e Leigos, e teve a bênção do Metropolita Vitaly (Ustinov). Depois disso, o Arcebispo Lazar (Jurbenko) de Odessa e Tambov, o mais velho dos hierarcas russos, foi eleito presidente do Santo Sínodo da Verdadeira Igreja Ortodoxa Russa.
Em 2005, eles elegeram o Arcebispo Ticônio (Pasechnik) de Omsk e da Sibéria como Presidente do Santo Sínodo.
Em 2011, os hierarcas da RTOC ordenaram o hieromonge Akakije (Nemanja Stanković) como o Bispo da Verdadeira Igreja Ortodoxa da Sérvia.
Em 2018, os bispos da RTOC romperam a comunhão com a Verdadeira Igreja Ortodoxa Sérvia quando o Bispo Akakije tomou sob seu omofório um grande número de clérigos que não tinham licença canônica dos hierarcas do RTOC.

## Primaz

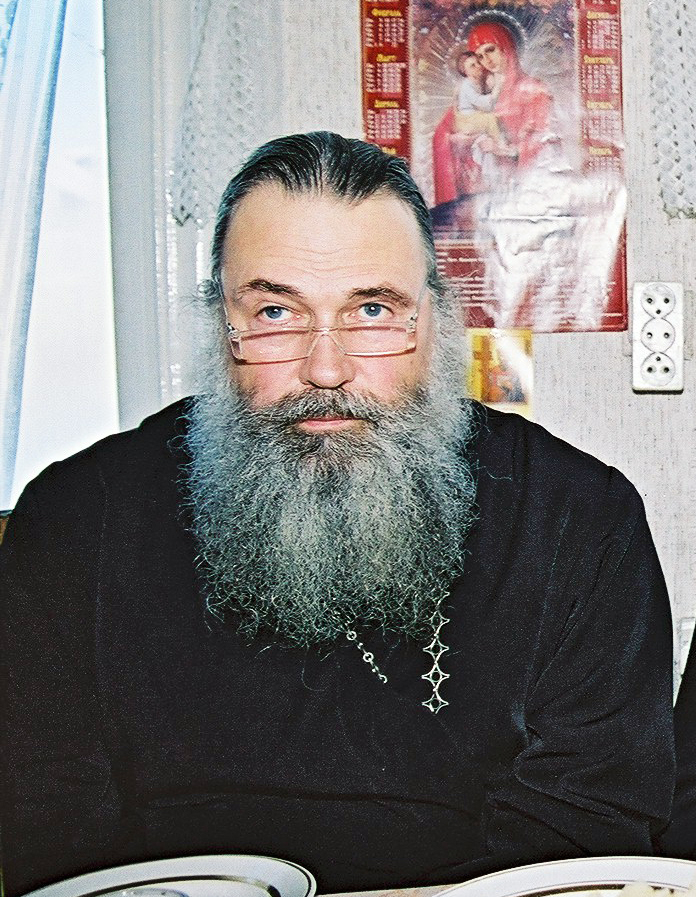
Arcebispo Ticônio

Atualmente é liderado pelo Primeiro Hierarca, o Arcebispo de Omsk e Sibéria, Ticônio, eleito em 8 de julho de 2005.

## Estrutura
Lista de dioceses de acordo com o site oficial:
- Diocese de Omsk-Siberia;
- Diocese do Mar Negro-Kuban;
- Diocese de Gomel-Bryansk;
- Diocese de Vinnitsa-Khmelnitsky;

- Diocese de Odessa;
- Diocese da Austrália;
- Diocese da Europa Ocidental;
- Reitoria norte-americana;
- Missão na América do Sul.

## Episcopado
- Ticônio (Pasechnik) - Arcebispo de Omsk e Sibéria, Primeiro Hierarca da RTOC;[5]
- Benjamin (Rusalenko) - Arcebispo do Mar Negro e Kuban, Vice-Presidente;
- Savvaty (Bezkorovainy) - Bispo de Vinnitsa e Khmelnitski;
- Filareto (Basset-Klimatakis) - Bispo de Palin e da Europa Ocidental;
- Hermogênes (Dunnikov) - Bispo de Gomel e Briansk.